# Erik Hansen (kajakroer)
 Der er flere personer med dette navn, se Erik Hansen.
Erik Rosendahl Hansen (født 15. november 1939 i Randers, død 29. september 2014) var en dansk kajakroer fra Kajakklubben Pagaj i Holstebro. Han var i 1960'erne en af verdens bedste kajakroere og vandt flere OL-, VM- og EM-medaljer.

## Kajakkarriere
Erik Hansen roede for sjov sammen med kammerater på Vandkraftsøen i Holstebro, da han blev interesseret i kajakroning i 1956. Han meldte sig så ind i Pagaj og blev nummer to ved klubmesterskabet en måned senere. Fra 1958 overbeviste Alfred Christensen (OL-deltager i 1948 og senere kendt som musikhandler), der var træner i klubben, ham om, at han skulle satse for alvor på sporten, og herefter satte han alt ind på træning og konkurrencer.
Erik Hansen fik sit internationale gennembrud ved OL 1960 i Rom, hvor 1950'ernes store kajakroer, svenske Gert Fredriksson, som havde vundet 1000 m enerkajak ved de seneste tre olympiske lege, stillede op for sidste gang ved OL. Han havde dog de seneste år ikke været helt så dominerende som tidligere, og han fandt heller ikke ved disse lege fordums storhed. I stedet var det Erik Hansen, der i første heat sejrede med over fire og et halvt sekunds forspring i ny olympisk rekord. I semifinalen sejrede Hansen seks sekunder foran Fredriksson på andenpladsen, mens ungarske Imre Szöllősi i den anden semifinale var næsten lige så hurtig som Hansen. Finalen udviklede sig til en duel mellem Hansen og Szöllősi, som danskeren kom bedst ud af, da han med en ny olympisk rekord vandt guld, mens ungareren blev nummer to, lidt mere end et sekund efter, og Fredriksson fik sin fjerde OL-medalje i denne disciplin, denne gang af bronze. Ved samme OL var Erik Hansen desuden en del af det danske stafethold på 500 m distancen, den eneste gang denne disciplin var på OL-programmet. Sammen med Helmuth Nyborg Sørensen, Arne Høyer og Erling Jessen blev Hansen nummer tre i indledende heat, og danskerne måtte derfor ud i opsamlingsheat, som de vandt sikkert. I semifinalen blev de nummer to efter det tyske hold, og i finalen var tyskerne stærkest og vandt guld, mens ungarerne (med blandt andet Szöllősi) vandt sølv og danskerne bronze.
Året efter, ved EM, vandt Erik Hansen sølv på 500 m og bronze på 1000 m, og i 1963 vandt han VM-guld.
Ved OL 1964 i Tokyo var Hansen storfavorit i 1000 m og vandt da også både sit indledende heat og sin semifinale. I finale havde han imidlertid ikke de kræfter, der skulle til, og endte på en syvendeplads.
Han fik revanche året efter, da han vandt EM-guld på 1000 m, og ved VM i 1966 vandt han sølv på 500 og 1000 m. Ved EM i 1967 vandt han sølv på 1000 m.
Ved OL 1968 i Mexico City var han dansk flagbærer ved åbningsceremonien, og han var på 1000 m igen blandt favoritterne. Han vandt klart sit indledende heat og knap så sikkert sin semifinale foran Aleksandr Sjaparenko fra Sovjetunionen og Mihály Hesz fra Ungarn, inden disse tre i finalen kom til at fordele medaljer mellem sig, dog således at Hesz vandt guld, Sjaparenko sølv og Hansen bronze. Hansen var ved legene også tilmeldt i toerkajak sammen med Hans-Viggo Knudsen, men duoen endte med ikke at deltage i konkurrencen. Hansen var desuden dansk fanebærer ved afslutningsceremonien.
Ved EM i 1969 vandt Erik Hansen sølv på 10.000 m, og ved VM i 1970 i København vandt han igen sølv på 10.000 m. Han deltog en sidste gang ved OL 1972 i München, hvor han endte som nummer syv på 1000 m.
Ud over sine internationale topresultater opnåede Erik Hansen desuden 37 danske mesterskaber fra 1958-1972.

## Videre karriere og familie
Erik Hansen var udlært elektriker, men arbejdede det meste af sit liv som ejendomsmægler. I sin tid som aktiv kajakroer trænede han nærmest som en professionel, skønt han forblev amatør. Da elitekarrieren var ovre, gik han over til løb og jagt, som gav ham oplevelser i naturen. Han boede i Holstebro hele sit liv og var gift og havde tre børn.

## Hædersbevisninger
- Erik Hansen er optaget i dansk idræts Hall of Fame ved etableringen i 1992.[2]
- BT’s guld 1960[2]
- Årets fund i dansk idræt 1960[2]